# Puttó-szobor

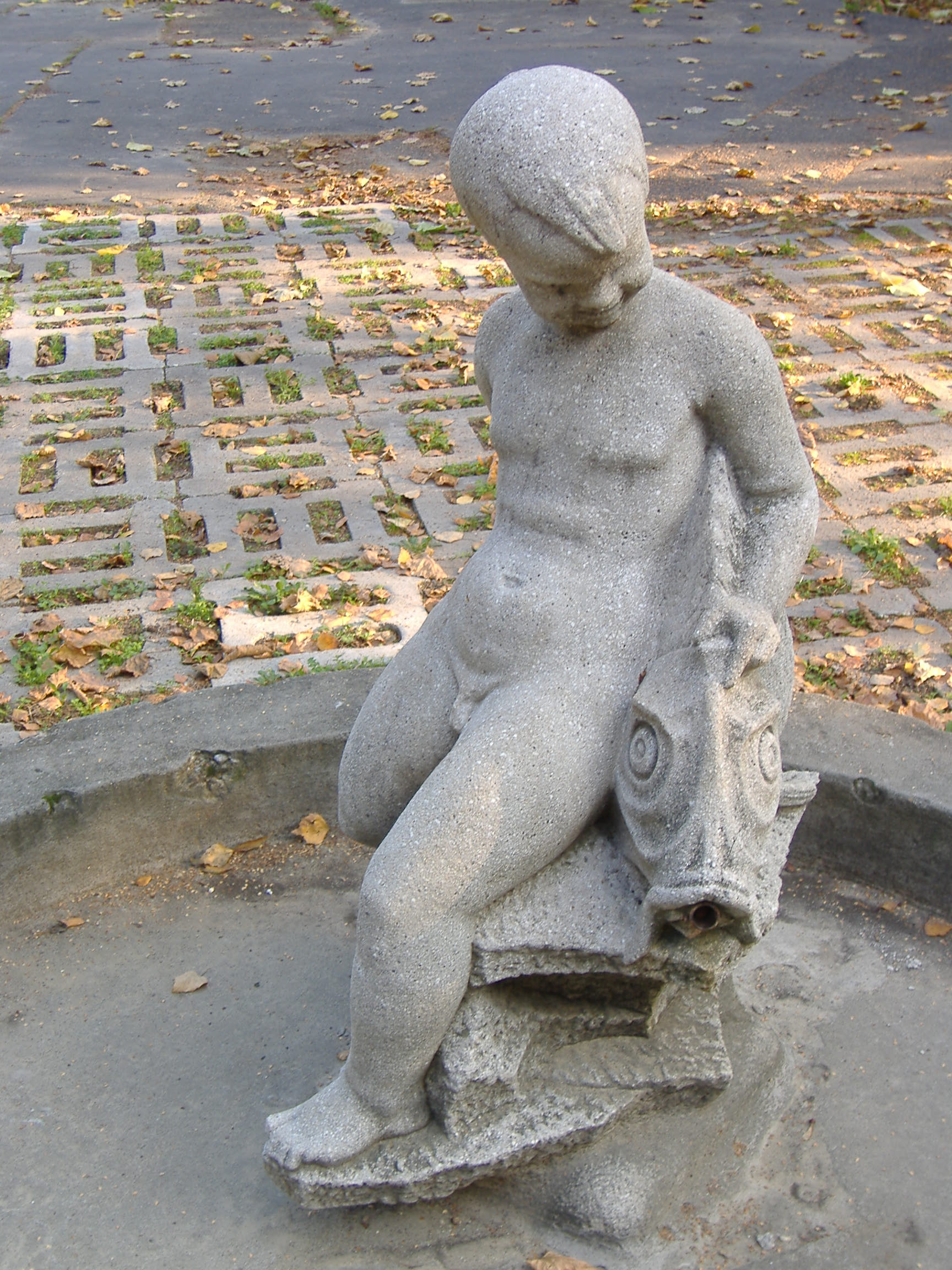
A szobor

A Puttó-szobor (vagy más néven: Úttörő kút / Fiú hallal) Makó belvárosában található, a Nagyér sétányon; alkotója Nagy Gyula, a város szülötte.
A szobrot 1948-ban állították fel, a forradalom és szabadságharc centenáriumára készült. Először a Széchenyi téren, a város főterén kapott helyet; egy nagyobb méretű, parkosított háromszögletű zöldfelületen helyezték el Nagy Gyula alkotását, ami a város első szökőkútja lett. Ruhátlan, pufók gyereket ábrázol, aki önfeledten simul egy halhoz; a hal szájából folyt a víz. A körmedencét a mérnöki hivatal tervezte. A szobrot többször áthelyezték, jelenleg a Nagyér sétány (a Nagyér kanális lefedett, belvárosi része) és a Hunyadi utca találkozásánál található; a kávás medence ma már csak jelzésszerű.